# Clement Francis Cornwall
Clement Francis Cornwall, né le 18 juin 1836 et mort le 15 février 1910, est un homme politique canadien qui sert comme lieutenant-gouverneur de la province de Colombie-Britannique de 1881 à 1887.